# Univers de Predator
L’univers de Predator est constitué des films, jeux vidéo, romans et bandes dessinées où sont présents un ou plusieurs membres de l'espèce des Predators.

## Films
Il existe neuf films américains avec des Predators dont deux crossovers avec l'univers Alien : Alien vs. Predator et Aliens vs. Predator: Requiem.

### Synopsis
Predator (1987)

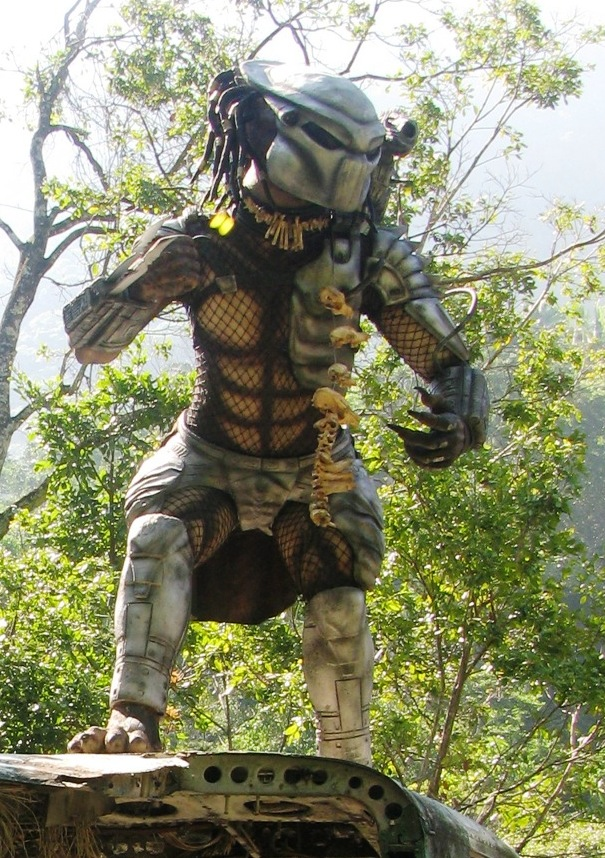
Un Predator

Un vaisseau spatial extraterrestre arrive à proximité de la Terre et largue un module qui entre dans l'atmosphère de la planète, atterrissant quelque part en Amérique centrale. Peu après, le major Alan « Dutch » Schaefer, officier des forces spéciales américaines, arrive au Guatemala à la tête de son équipe de soldats d'élite chargée de retrouver un politique guatémaltèque, pris en otage dans la jungle. Dutch retrouve sur place son vieil ami George Dillon, qui travaille maintenant pour la CIA. Dutch et son équipe, composée de Mac, Billy, Blain, Poncho et Hawkins, sont largués en plein cœur de la jungle. Dans ce milieu dense et hostile, une silhouette les observe.
Predator 2 (1990)
En 1997, un deuxième Predator arrive à Los Angeles en pleine guerre entre cartels. La ville connait également une très forte vague de chaleur. Lors d'une fusillade, le lieutenant Michael Harrigan aperçoit la silhouette camouflée du Predator qu'il prend alors pour un effet de chaleur.
Predators (2010)
Le mercenaire Royce, le Mexicain Cuchillo, le spetsnaz Nikolaï (Oleg Taktarov), Isabelle (sniper de l'Armée de défense d'Israël), le yakuza Hanzo, Mombasa (escadron de la mort du RUF du Sierra Leone), Walter Stans (Walton Goggins), un détenu violeur multirécidiviste condamné à mort et le médecin Edwin (Topher Grace) sont parachutés dans un étrange lieu.
The Predator (2018)
Le Ranger américain Quinn McKenna est témoin du crash d'un vaisseau spatial lors d'une mission de sauvetage d’otages au Mexique. Il découvre le casque et le brassard d'un Predator. Poursuivi, il décide de les envoyer par la poste à son domicile, où vivent son épouse Emily et son fils autiste, Rory. Ce dernier parvient à faire fonctionner la technologie extraterrestres. Il active à son insu, une balise qui permet à d'autres Predators de le localiser. De son côté, Quinn a été arrêté par de mystérieux mercenaires, aux ordres de Will Traeger pour le Projet Stargazer. Ce dernier fait par ailleurs appel à Casey Bracket, une exo-biologiste. Elle est accueillie par Traeger dans un immense complexe militaire, où est emprisonné le Predator rescapé du crash. Quant à Quinn, il se retrouve dans un bus avec d'anciens soldats ayant commis de graves délits et dont la plupart souffrent de troubles psychologiques : Gaylord « Nebraska » Williams, Baxley, Coyle, Lynch et Nettles.
Prey (2022)
En 1719, Naru est une jeune femme d'une tribu de Comanches, qui vit notamment avec son petit frère, Taabe. Ce dernier est très admiratif de sa grande sœur qui se rebelle contre les traditions de son peuple en faisant tout pour devenir une guerrière. Alors qu'un grand danger menace sa tribu, la jeune femme va prouver qu'elle a autant de courage que n'importe quel guerrier Comanche.
Predator: Killer of Killers (2025)
Trois des guerriers, issus de trois époques différentes, affrontent des Predators : une Viking nommée Ursa, un ninja du Japon féodal nommé Kenji et Torres, un pilote durant la Seconde Guerre mondiale. 
Predator: Badlands (2025)

### Équipe technique
| Équipe                         | Predator (1987)                            | Predator 2 (1990)                          | Predators (2010)                           | The Predator (2018)                        | Prey (2022)                                | Predator: Killer of Killers (2025)         | Predator: Badlands (2025)                   |
| ------------------------------ | ------------------------------------------ | ------------------------------------------ | ------------------------------------------ | ------------------------------------------ | ------------------------------------------ | ------------------------------------------ | ------------------------------------------- |
| Titre québécois (si différent) | Prédateur                                  | Prédateur 2                                | Prédateurs                                 | Le Prédateur                               | Proie                                      | Prédateur : Killer of Killers              | NC                                          |
| Réalisateurs                   | John McTiernan                             | Stephen Hopkins                            | Nimród Antal                               | Shane Black                                | Dan Trachtenberg                           | Dan Trachtenberg                           | Dan Trachtenberg                            |
| Réalisateurs                   | John McTiernan                             | Stephen Hopkins                            | Nimród Antal                               | Shane Black                                | Dan Trachtenberg                           | Josh Wassung                               | Dan Trachtenberg                            |
| Scénaristes                    | Jim Thomas                                 | Jim Thomas                                 | Alex Litvak                                | Shane Black                                | Patrick Aison                              | Micho Robert Rutare                        | Patrick Aison                               |
| Scénaristes                    | John Thomas                                | John Thomas                                | Michael Finch                              | Fred Dekker                                | Dan Trachtenberg                           | Dan Trachtenberg                           | Dan Trachtenberg                            |
| Musique                        | Alan Silvestri                             | Alan Silvestri                             | John Debney                                | Henry Jackman                              | Sarah Schachner                            | Benjamin Wallfisch                         | Bear McCreary                               |
| Photographie                   | Donald McAlpine                            | Peter Levy                                 | Gyula Pados                                | Larry Fong                                 | Jeff Cutter                                |                                            | Jeff Cutter                                 |
| Montage                        | Mark Helfrich                              | Mark Goldblatt                             | Dan Zimmerman                              | Harry B. Miller III                        | Claudia Castello                           | Stefan Grube                               | Stefan Grube                                |
| Montage                        | John F. Link                               | Bert Lovitt                                | Dan Zimmerman                              | Harry B. Miller III                        | Claudia Castello                           | Stefan Grube                               | Stefan Grube                                |
| Producteurs                    | John Davis                                 | John Davis                                 | John Davis                                 | John Davis                                 | John Davis                                 | John Davis                                 | John Davis                                  |
| Producteurs                    | Lawrence Gordon                            | Lawrence Gordon                            | Robert Rodriguez                           | Lawrence Gordon                            | Jhane Myers                                | Dan Trachtenberg                           | Dan Trachtenberg                            |
| Producteurs                    | Joel Silver                                | Joel Silver                                | Elizabeth Avellan                          | Joel Silver                                | John Fox                                   | Marc Toberoff                              | Marc Toberoff                               |
| Producteurs                    | Joel Silver                                | Joel Silver                                | Elizabeth Avellan                          | Joel Silver                                | Marty P. Ewing                             | Ben Rosenblatt                             | Ben Rosenblatt                              |
| Sociétés de production         | Davis Entertainment                        | Davis Entertainment                        | Davis Entertainment                        | Davis Entertainment                        | Davis Entertainment                        | Davis Entertainment                        | Davis Entertainment                         |
| Sociétés de production         | Lawrence Gordon Productions                | Lawrence Gordon Productions                | Troublemaker Studios                       | TSG Entertainment                          | Lawrence Gordon Productions                | The Third Floor, Inc.                      |                                             |
| Sociétés de production         | Silver Pictures                            | Silver Pictures                            | Dune Entertainment III                     |                                            |                                            | 20th Century Animation                     |                                             |
| Sociétés de production         | 20th Century Fox                           | 20th Century Fox                           | 20th Century Fox                           | 20th Century Fox                           | 20th Century Studios                       | 20th Century Studios                       | 20th Century Studios                        |
| Distribution                   | 20th Century Fox                           | 20th Century Fox                           | 20th Century Fox                           | 20th Century Fox                           | 20th Century Studios                       | 20th Century Studios                       | 20th Century Studios                        |
| Durée                          | 107 minutes                                | 108 minutes                                | 107 minutes                                | 107 minutes                                | 99 minutes                                 | NC                                         | NC                                          |
| Dates de sortie                | 12 juin 1987                               | 21 novembre 1990                           | 9 juillet 2010                             | 14 septembre 2018                          | 5 août 2022                                | 6 juin 2025                                | 7 novembre 2025 Date sujette à modification |
| Dates de sortie                | 19 août 1987                               | 30 avril 1991                              | 14 juillet 2010                            | 17 octobre 2018                            | 5 août 2022                                | 6 juin 2025                                | 5 novembre 2025 Date sujette à modification |
| Genres                         | science-fiction, action, thriller, horreur | science-fiction, action, thriller, horreur | science-fiction, action, thriller, horreur | science-fiction, action, thriller, horreur | science-fiction, action, thriller, horreur | science-fiction, action, thriller, horreur | science-fiction, action, thriller, horreur  |
| Pays de production             | États-Unis                                 | États-Unis                                 | États-Unis                                 | États-Unis                                 | États-Unis                                 | États-Unis                                 | États-Unis                                  |
| Classification                 | Interdit aux moins de 12 ans               | Interdit aux moins de 12 ans               | Interdit aux moins de 12 ans               | Interdit aux moins de 12 ans               | Interdit aux moins de 16 ans               | NC                                         | NC                                          |

### Box-office
| Film         | Année  | Recette au box-office | Recette au box-office | Recette au box-office | Entrées France    | Budget        | Références |
| Film         | Année  | États-Unis Canada     | Reste du monde        | Mondial               | Entrées France    | Budget        | Références |
| ------------ | ------ | --------------------- | --------------------- | --------------------- | ----------------- | ------------- | ---------- |
| Predator     | 1987   | 59 735 548 $          | 38 532 010 $          | 98 267 558 $          | 1 480 847 entrées | 15 000 000 $  | ,          |
| Predator 2   | 1990   | 30 669 413 $          | 26 450 905 $          | 57 120 318 $          | 599 821 entrées   | 35 000 000 $  | ,          |
| Predators    | 2010   | 52 000 688 $          | 75 232 420 $          | 127 233 108 $         | 548 993 entrées   | 40 000 000 $  | ,          |
| The Predator | 2018   | 51 024 708 $          | 109 517 426 $         | 160 542 134 $         | 352 652 entrées   | 88 000 000 $  | ,          |
| Totaux       | Totaux | 193 430 357 $         | 249 732 761 $         | 443 163 118 $         | 2 982 313 entrées | 243 000 000 $ |            |

### Critique
| Film         | Rotten Tomatoes     | Metacritic            | Allociné             |
| ------------ | ------------------- | --------------------- | -------------------- |
| Predator     | 80% (56 critiques)  | 46/100 (16 critiques) | NC                   |
| Predator 2   | 32% (31 critiques)  | 46/100 (18 critiques) | NC                   |
| Predators    | 65% (203 critiques) | 51/100 (30 critiques) | 2,5⁄5 (14 critiques) |
| The Predator | 33% (297 critiques) | 48/100 (49 critiques) | 2,5⁄5 (23 critiques) |
| Prey         | 93% (248 critiques) | 71/100 (42 critiques) | 3,6⁄5 (13 critiques) |

### Chronologie de l'intrigue des films
- Predator: Killer of Killers (sorti 2025), se passe en 841, 1609, 1629, 1941 et 1942
- Prey (sorti en 2022), qui se passe en 1719
- Predator (sorti en 1987), qui se passe en 1987
- Predator 2 (sorti en 1990), qui se passe en 1997
- Alien vs. Predator (sorti en 2004), qui se passe en 2004
- Aliens vs. Predator : Requiem (sorti en 2007), qui se passe en 2004
- The Predator (sorti en 2018)
- Predators (sorti en 2010)

Prochain film
- Predator: Badlands (2025)

## Jeux vidéo
- 1989 : Predator sur NES, jeu d'action/plates-formes d'Activision sorti uniquement aux États-Unis ;
- 1992 : Predator 2 sur Mega Drive, jeu d'action d'Arena Entertainment ;
- 2005 : Predator: Concrete Jungle sur PlayStation 2 et Xbox, jeu d'action-aventure de Vivendi Games.

## Bandes dessinées
Dark Horse publie des comics Predator sans discontinuer. La Publication française est l’œuvre successivement de : Zenda, Comics USA, Dark Horse France, Semic, Le Téméraire, Panini Comics, Wetta WorldWide, Soleil, Wetta Sunnyside et Vestron.